# Uittipiekantunturi
Uittipiekantunturi är en kulle i Finland.   Den ligger i den ekonomiska regionen  Östra Lapplands ekonomiska region  och landskapet Lappland, i den norra delen av landet, 900 km norr om huvudstaden Helsingfors. Toppen på Uittipiekantunturi är 375 meter över havet.
Terrängen runt Uittipiekantunturi är huvudsakligen platt. Trakten runt Uittipiekantunturi är nära nog obefolkad, med mindre än två invånare per kvadratkilometer. Det finns inga samhällen i närheten. 